# KLM Royal Dutch Airlines
KLM Royal Dutch Airlines (niederländisch Koninklijke Luchtvaart Maatschappij, kurz KLM; deutsch „Königliche Luftfahrtgesellschaft“) ist die nationale Fluggesellschaft der Niederlande und die älteste noch existierende Fluggesellschaft der Welt. Die Fluggesellschaft mit Sitz in Amstelveen und Basis auf dem Flughafen Amsterdam Schiphol ist Mitglied der Luftfahrtallianz SkyTeam und bildet mit Air France das Dachunternehmen Air France-KLM.

## Geschichte

### Gründung und erste Jahre
Die 1918 gebildete königlich niederländische Luftfahrtkommission befasste sich nach Ende des Ersten Weltkrieges mit den Möglichkeiten zur Nutzung des Luftverkehrs. Der Pilot und Geschäftsmann Albert Plesman unterbreitete dieser Kommission den Vorschlag für eine Luftfahrtausstellung, die 1918 unter dem Namen ELTA (Eerste Luchtverkeer Tentoonstelling Amsterdam, zu deutsch: Erste Luftverkehrsausstellung Amsterdam) ausgerichtet wurde. Durch die Ausstellung angeregt, entstand bei der Luftfahrtkommission die Idee, eine nationale Fluggesellschaft ins Leben zu rufen.
KLM wurde am 7. Oktober 1919 gegründet. Als Vorsitzender wurde Albert Plesman gewählt, der als einer der Väter der KLM und somit auch der niederländischen Luftfahrt gilt. Zweiter „Vater“ war der Flugzeugbauer Anthony Fokker, der das technische Know-how zur Verfügung stellte und für die KLM maßgeschneiderte Flugzeuge konstruierte. Das Kapital wurde von verschiedenen niederländischen Geschäftsleuten gestellt. Mit der Gründung wurde der Gesellschaft durch Königin Wilhelmina der Niederlande auch das Prädikat „koninklijk“ verliehen. Die KLM ist damit die älteste Fluggesellschaft der Welt, die unter ihrem ursprünglichen Namen operiert.
Am 17. Mai 1920 fand der Erstflug mit einer Airco D.H.16 statt. Er führte von London nach Amsterdam und hatte zwei britische Journalisten als Passagiere sowie einige englische Zeitungen als Fracht an Bord. Anfangs besaß die Gesellschaft keine eigenen Flugzeuge, diese wurden vom britischen Unternehmen Aircraft Transport & Travel gestellt. Bald bekam das Unternehmen jedoch auch eigene Maschinen, die von Fokker stammten.
Als staatliche Fluggesellschaft wurde der KLM die Aufgabe zugeteilt, den Flugverkehr zur Kolonie Niederländisch-Indien aufzubauen, dem heutigen Indonesien. So begann man schon im Jahr 1927 mit den ersten Flügen von Amsterdam nach Batavia (heute Jakarta). Ab 1930 wurden die Flüge regelmäßig als Liniendienst durchgeführt und so wurde die Verbindung Amsterdam–Batavia die damals längste Flugverbindung der Welt.

### Bestellungen bei Douglas

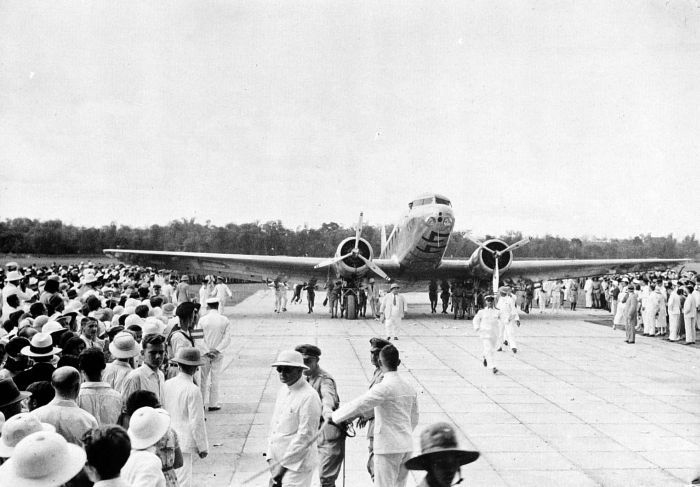
Die „Uiver“ kurz nach dem Luftrennen in Surabaya am 7. November 1934

1934 erweckte KLM in vielerlei Hinsicht Aufsehen. Zum ersten Mal entschied sich die Gesellschaft gegen ein Produkt von Fokker und bestellte zum Verdruss des Mitgründers die Douglas DC-2. Obwohl diese Flugzeuge bei Fokker montiert wurden, stieg Fokker kurze Zeit später aus dem Unternehmen aus. KLM war sowohl für die DC-2 als auch für den Nachfolger DC-3 europäischer Erstkunde. Damit begann eine jahrzehntelange Geschäftsbeziehung zwischen der KLM und dem kalifornischen Hersteller. So wurde KLM die einzige Gesellschaft, die alle Flugzeuge aus der DC-Reihe (außer der nur als Prototyp gebauten DC-1) von der DC-2 bis zur MD-11 betrieb, sogar die nur in wenigen Exemplaren gebaute DC-5.
Die DC-2 erwies sich als sehr beliebt und löste die Fokker-Maschinen schnell auf der Batavia-Strecke ab. Im Oktober 1934 nahm KLM mit einem dieser Flugzeuge am MacRobertson-Luftrennen zwischen dem englischen Mildenhall und Melbourne in Australien teil. Dabei holte die DC-2 mit dem Taufnamen „Uiver“ (altniederländisch für Storch) unter dem Kommando von Koene Dirk Parmentier den Sieg in der Handicap-Wertung sowie den zweiten Platz in der Geschwindigkeitswertung. Zusätzlich nahm die Gesellschaft mit einer Fokker XVIII Flüge über den Atlantik nach Curaçao und Paramaribo auf.

### KLM im Zweiten Weltkrieg

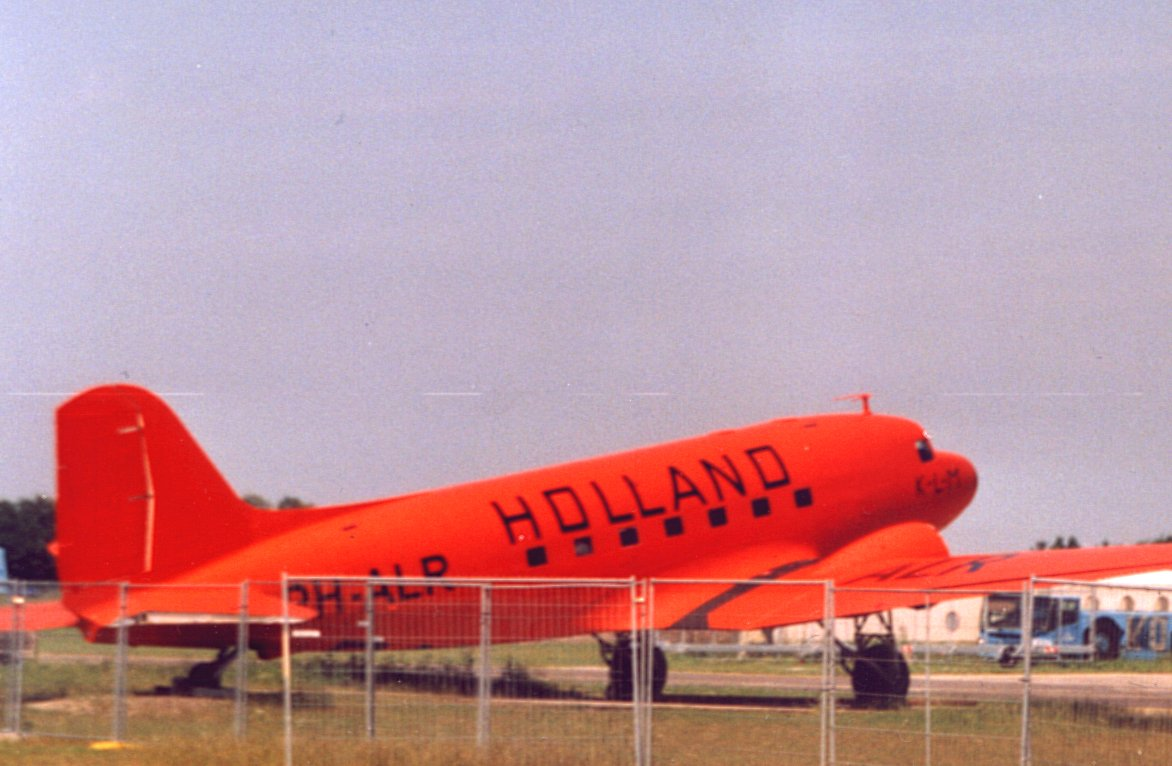
Douglas DC-3 der KLM in orangefarbener Bemalung aus dem Aviodrom-Museum

Die Niederlande versuchten, nach Beginn des Zweiten Weltkriegs im September 1939 neutral zu bleiben. So wurden die Flugzeuge der KLM zur besseren Erkennung in einem grellen Orange lackiert. Nach dem Überfall der Niederlande durch die Wehrmacht im Mai 1940 stellte KLM den Verkehr ab Amsterdam-Schiphol ein; wenige Maschinen konnten noch nach England überführt werden. KLM setzte ihre Flüge in Niederländisch-Indien sowie der Karibik fort und erhielt von der britischen Regierung den Auftrag, in den Kriegsjahren die Verbindungen vom englischen Bristol nach Lissabon und Gibraltar aufrechtzuerhalten.
Viele Flugzeuge, unter anderem einige Douglas DC-2 und DC-3, wurden von der Wehrmacht erbeutet und sowohl der Luftwaffe als auch der Lufthansa zugeführt. Eine DC-2 der KLM gehörte sogar zu den letzten Flugzeugen der Vorkriegs-Lufthansa und blieb bis zum letzten Kriegstag in Skandinavien im Einsatz.

### Nachkriegszeit

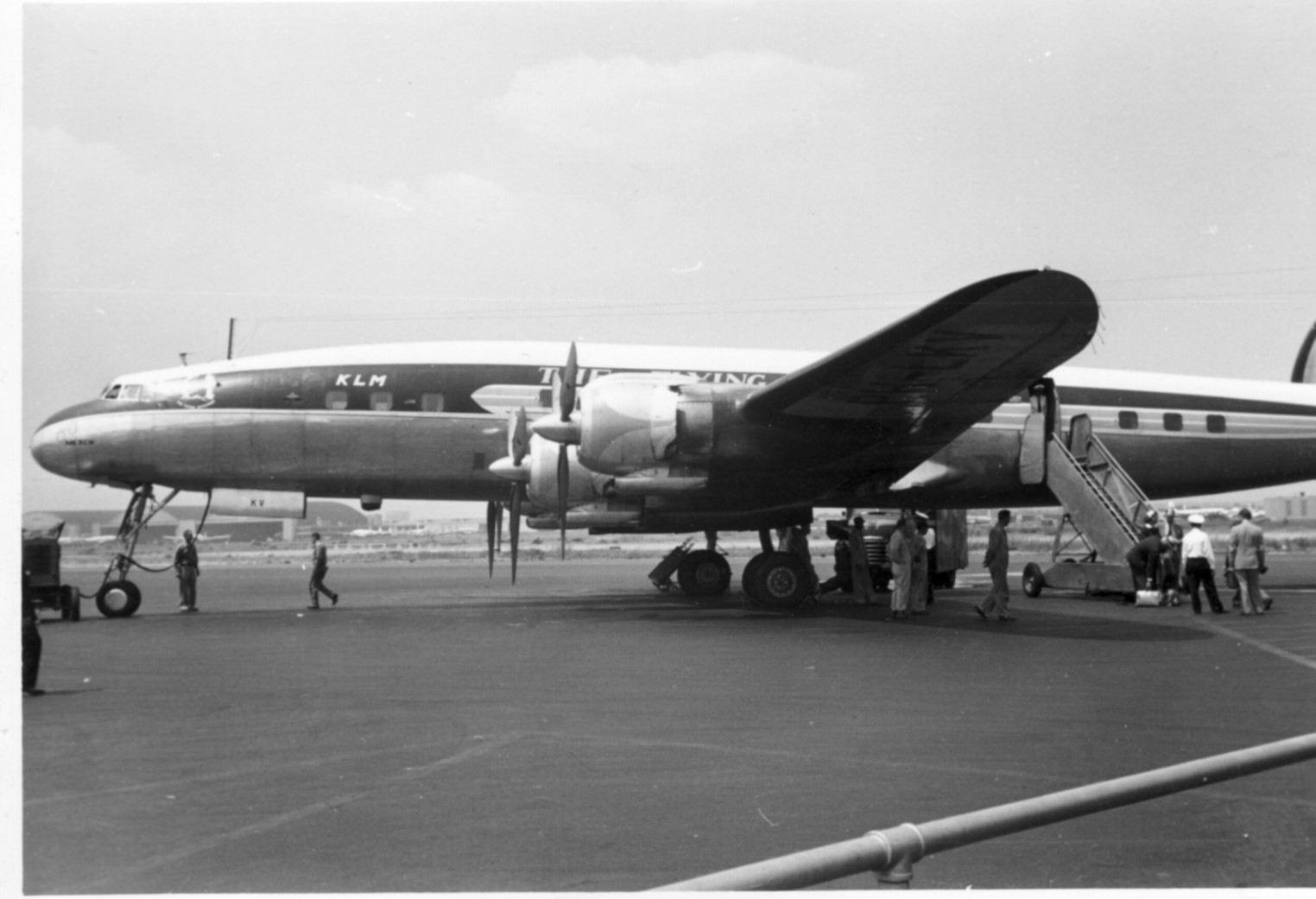
Lockheed Super Constellation der KLM im Jahr 1954

Nach dem Krieg stellte die niederländische Regierung einen Betrag von 23 Millionen Gulden zur Anschaffung einer neuen Flotte zur Verfügung. Das Rückgrat für den innereuropäischen Verkehr bildete erneut die DC-3. Für die Fernstrecken wurden ehemalige Militärtransporter vom Typ DC-4/C-54 für zivile Zwecke umgerüstet. Am 21. Mai 1946 wurde KLM die erste Fluggesellschaft, die New York vom europäischen Festland aus wieder anflog. Im Jahr 1947 wurden Flugzeuge vom Typ Lockheed Constellation angeschafft, wobei KLM erneut als europäischer Erstkunde auftrat. Trotzdem bestellte sie auch wieder Douglas DC-6 und DC-7. Im Januar 1949 wurden die ersten sieben Convair CV-240 in Dienst gestellt, die die Strecken von Amsterdam nach Paris, Stockholm, Kopenhagen und London bedienten. Im Jahr 1955 erwarb KLM eine 49-prozentige Beteiligung an Air Ceylon, die im Anschluss Constellation und Lockheed L-188 Electra von KLM leaste. Im Jahr 1960 folgte das erste Strahlflugzeug, eine Douglas DC-8. In den 1960er Jahren verdrängten DC-9 die Kolbenmotormaschinen auch auf Kurzstrecken.

### Einsatz von Großraumflugzeugen ab 1970

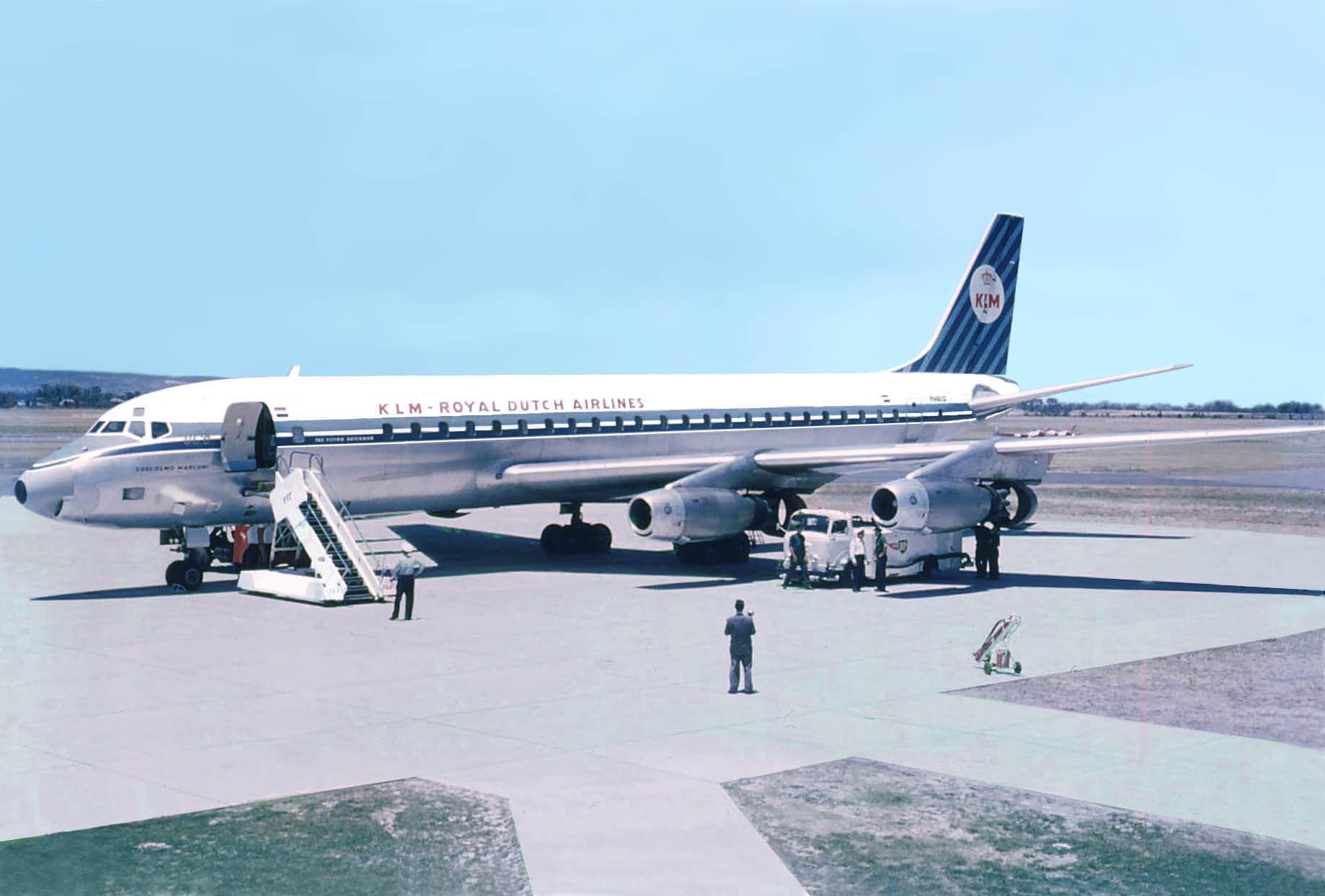
Douglas DC-8-32 der KLM im Jahr 1963

Das Großraumflugzeug-Zeitalter wurde 1971 mit der ersten Boeing 747 eingeläutet. Dabei war KLM diesmal sogar weltweiter Erstkunde für die verbesserte Version 747-200B. Auch dieses Flugzeug wurde durch ein Produkt aus dem Hause McDonnell Douglas ergänzt, wobei KLM Erstkunde für die Passagierversion des Langstreckenflugzeuges DC-10-30 wurde. Für die Wartung der neuen Großraumflugzeuge und die Ausbildung von Personal für diese Maschinen wurden Partnerschaften mit anderen Betreibern der DC-10 und der 747 gegründet. Daraus entstand die KSSU-Gruppe, bestehend aus der KLM, SAS, Swissair und der französischen UTA. Mit Ankunft der DC-10 im Jahr 1972 wurde auch ein neues Farbschema eingeführt, welches, mit leichter Überarbeitung im Jahr 2004 bis heute die Flugzeuge der KLM ziert.
In dieser Zeit leistete KLM auch viel Entwicklungshilfe. Die Gesellschaft half beim Aufbau der internationalen Fluggesellschaften von Indonesien (Garuda Indonesia), den Philippinen (Philippine Airlines) und Venezuela (VIASA). Rückgrat der Langstreckenflotte dieser Fluggesellschaften waren anfangs angemietete DC-8 und DC-10 der KLM.

### 1980er und 1990er Jahre

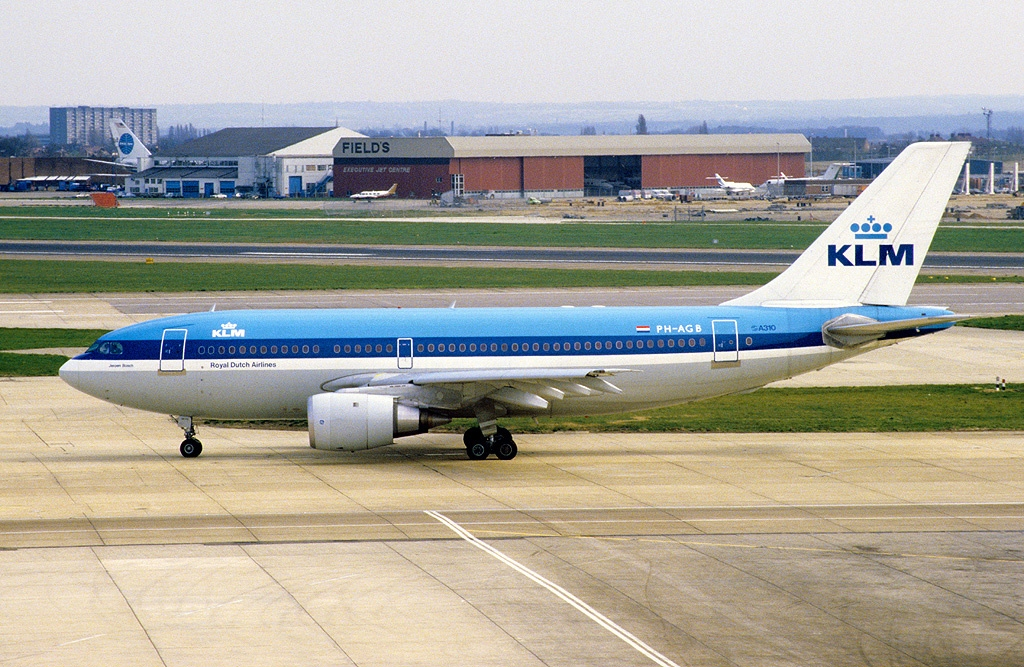
Airbus A310-200 der KLM im Jahr 1984

1988 unterzeichnete KLM ein Abkommen mit der Fluggesellschaft Northwest Airlines, welches somit die längste bestehende transatlantische Luftfahrtallianz bildet. Für mehrere Jahre war KLM auch an Northwest Airlines beteiligt. Kurz darauf wurde die Gesellschaft Erstkunde für die Combi-Version der neuen Boeing 747-400, nachdem Partner Northwest als Erstkunde für die Passagierversion auftrat.
Im Jahre 1991 entfernte KLM aufgrund mangelnder Nachfrage die First Class auf den DC-10-Maschinen, die die Strecken zwischen Amsterdam und der Karibik bedienten. Eine Steigerung der Effizienz auf diesen Strecken führte später dazu, dass die First Class auf allen KLM-Flügen entfernt wurde. KLM war somit eine der wenigen internationalen Fluggesellschaften, die auf ihren Flügen nur zwei Beförderungsklassen angeboten haben.
Eine kurzfristige Partnerschaft mit Alitalia im Jahr 1998 endete zwei Jahre später mit einer Klage und einer Gegenklage, wobei die KLM im Jahr 2002 zur Zahlung von 150 Millionen Euro an die staatliche italienische Fluggesellschaft verpflichtet wurde. Heute sind beide Fluggesellschaften wieder Partner innerhalb des SkyTeams.
Zum vorerst letzten Mal wurde KLM bei der Boeing 737-900 europäischer Erstkunde.

### Entwicklung seit 2000

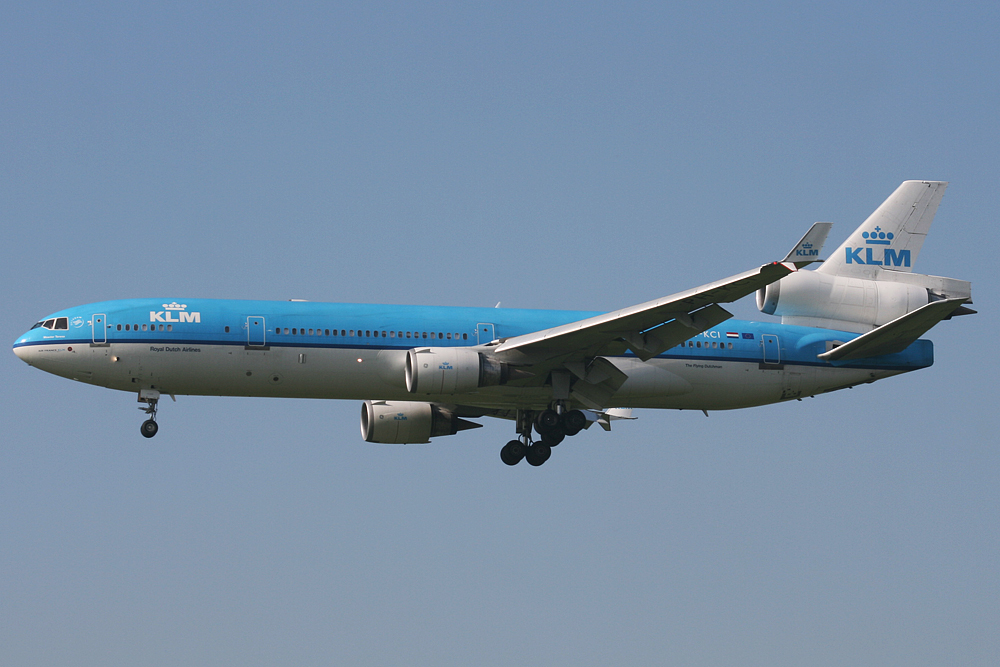
McDonnell Douglas MD-11 im Jahr 2011

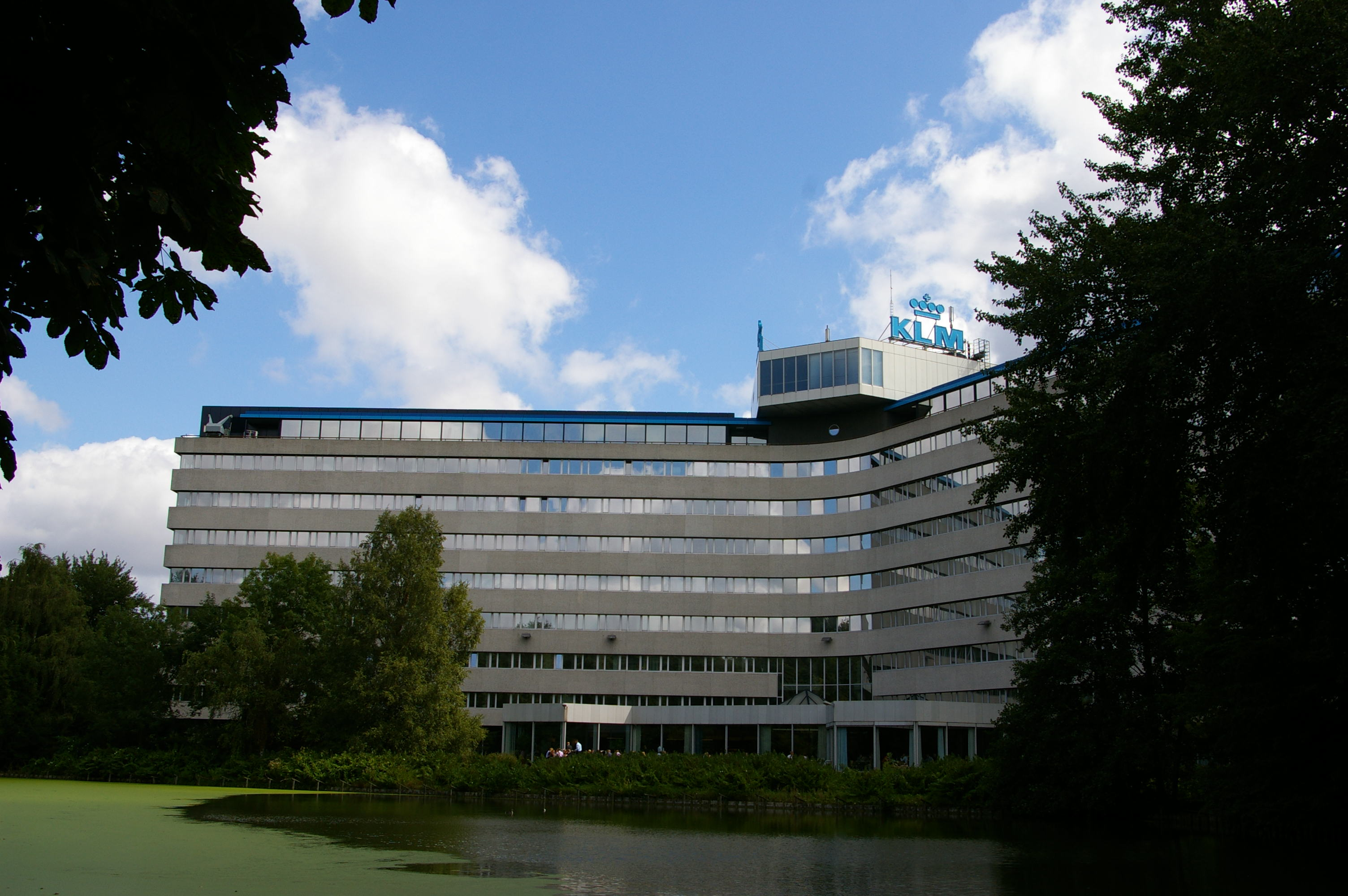
Sitz der KLM in Amstelveen

Im Mai 2004 übernahm Air France KLM über einen Aktientausch. Nach der Fusion zur Air France-KLM im Juni 2004 wurden beide Fluggesellschaften bis 2008 unabhängig voneinander unter dem Dach einer gemeinsamen Holding betrieben. Die Fusion wurde nur unter Auflagen genehmigt. So mussten die Gesellschaften diverse Slots an ihren Heimatflughäfen Paris-Charles de Gaulle und Amsterdam abgeben und die Frequenzen auf einigen Strecken reduzieren. Obwohl das neue Unternehmen von Air France dominiert wird, darf KLM weiterhin das Prädikat „koninklijk“ (königlich) führen. Diese Dominanz der Air France, die in der neuen Holding 81 % der Anteile hält, war in den Niederlanden lange ein Diskussionsthema. Zusammen ist Air France-KLM an Passagierkilometern gesehen die viertgrößte Fluggesellschaft der Welt und die zweitgrößte Europas. Gemessen am erzielten Umsatz belegte Air France-KLM 2007 den ersten Platz weltweit. Am 8. Dezember 2004 beschloss die französische Regierung, ihren Aktienanteil von derzeit 44,1 Prozent auf 18,35 Prozent zu reduzieren.
Im Rahmen der Fusion trat KLM genauso wie der langjährige US-Partner Northwest Airlines im September 2004 der Luftfahrtallianz SkyTeam bei. Dadurch wurden auch Partnerschaften mit anderen Fluggesellschaften eingebracht, darunter Continental Airlines, die sich im Sommer 2008 allerdings für eine enge Zusammenarbeit mit United Airlines und einen Wechsel zur Star Alliance entschied. Weitere Partnerschaften bestehen mit Kenya Airways (Kenia), Martinair und Transavia (beide Niederlande). An den letzten drei Gesellschaften hält KLM Anteile und ist im Falle der Transavia (100 %) sogar Mehrheitseigentümer. KLM unterhielt auch eine Partnerschaft mit der Gesellschaft Air Exel, die zwischenzeitlich den Namen KLM Exel trug.
Am 25. Oktober 2014 musterte KLM als weltweit letzter Betreiber die McDonnell Douglas MD-11 in der Passagierversion mit einem Flug von Montréal nach Amsterdam aus. Danach wurde eine MD-11 in einer kurzen Werbeaktion als Hotel auf dem Flughafen Amsterdam Schiphol genutzt.
Am 14. November 2015 wurde die erste Boeing 787-9 an KLM ausgeliefert. Sie ist Teil einer Bestellung der Air France-KLM, die auch 787-10 beinhaltet.
Auf Grund der COVID-19-Pandemie und den damit verbundenen Flugeinschränkungen wurden alle Exemplare der Boeing 747-400 im März 2020 endgültig bei KLM außer Dienst gestellt.
Die Fluggesellschaft KLM erhielt ein Unterstützungspaket von 3,4 Milliarden Euro von der niederländischen Regierung. Dieses setzt sich aus einem Kredit von einer Milliarde und 2,4 Milliarden Euro Garantien für Bankkredite zusammen. Die Regierung forderte, dass die Fluggesellschaft ihre Kosten um 15 % senkt, nachhaltiger wird und die Nachtflüge reduziert. Mit diesem Paket ist die Beschäftigung von 30 000 Mitarbeitern gesichert worden. Die EU-Kommission musste dem Rettungspaket zustimmen.

## Flugziele
KLM führt von Amsterdam Flüge zu Zielen in Afrika, Asien, Europa, Nord-, Mittel- und Südamerika sowie in den Mittleren Osten durch.
In Deutschland werden Nürnberg, Berlin Brandenburg, Stuttgart, Dresden, Düsseldorf, Frankfurt, Hamburg, München, Hannover, Bremen, in Österreich Wien und Graz sowie in der Schweiz Zürich, Genf und Basel-Mulhouse angeflogen.

## Flotte

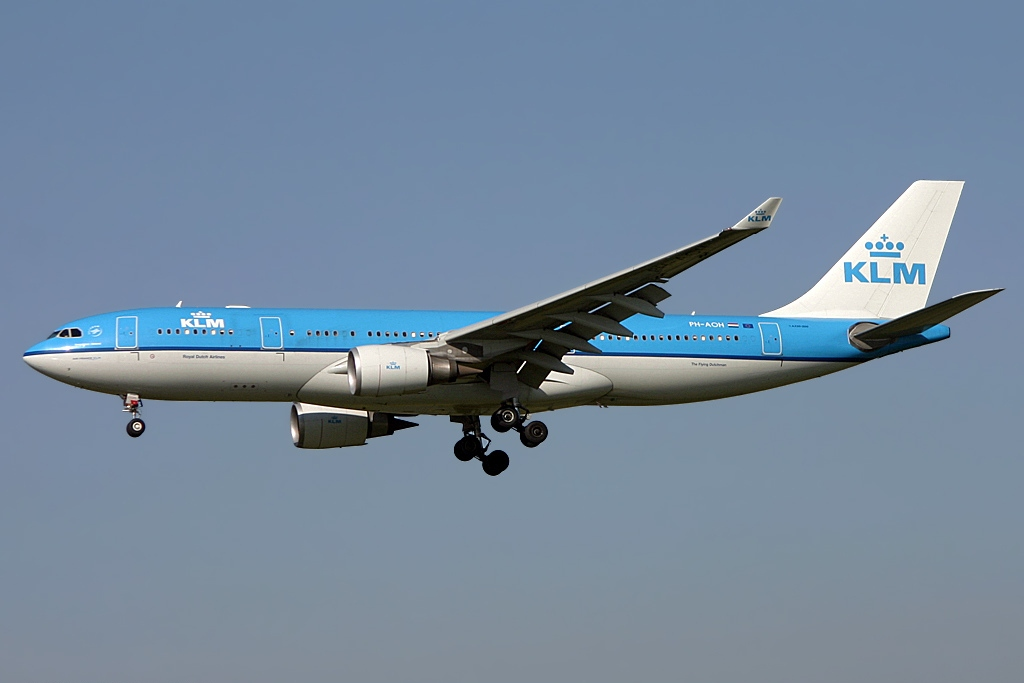
Airbus A330-200 der KLM im alten Farbschema

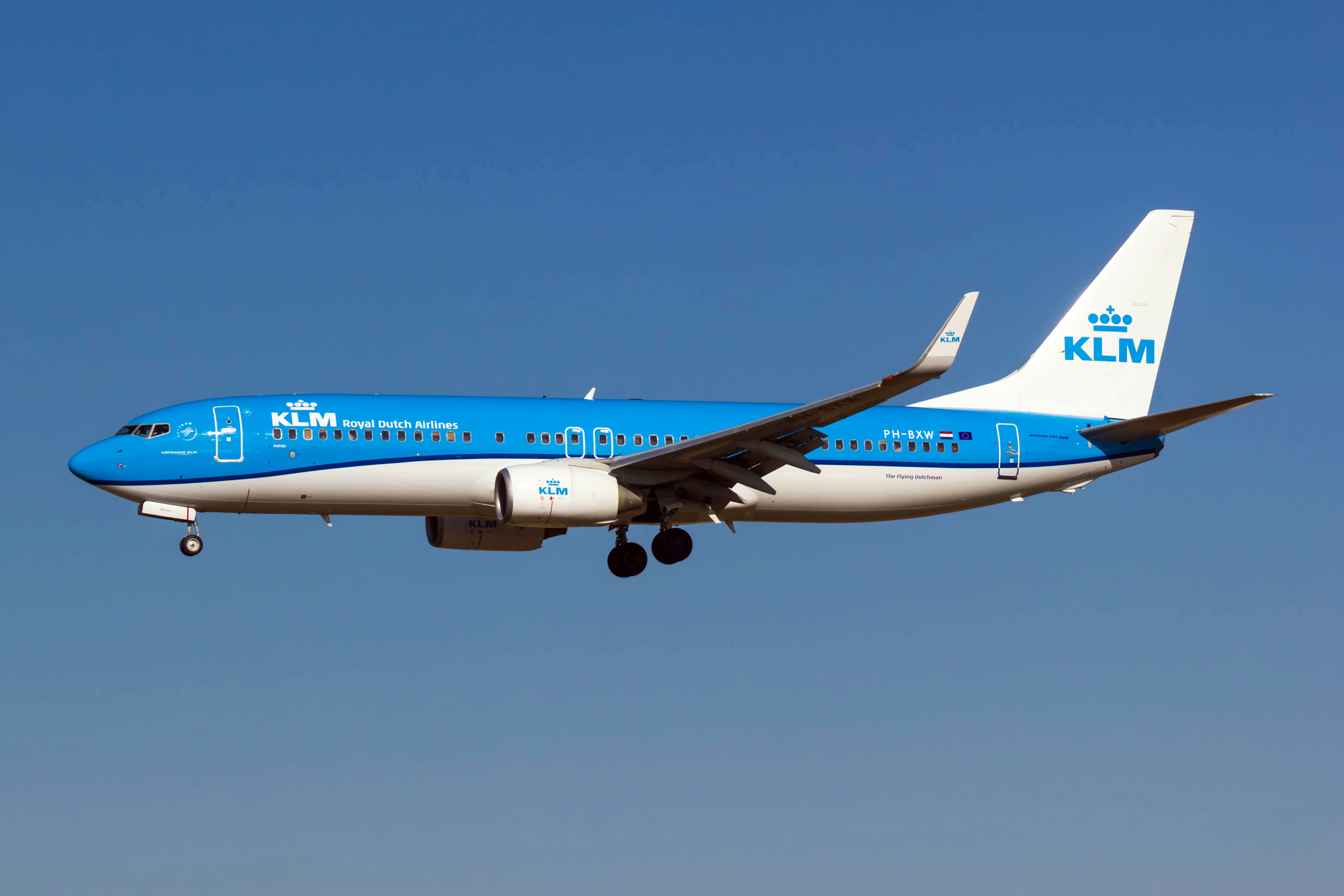
Boeing 737-800 der KLM

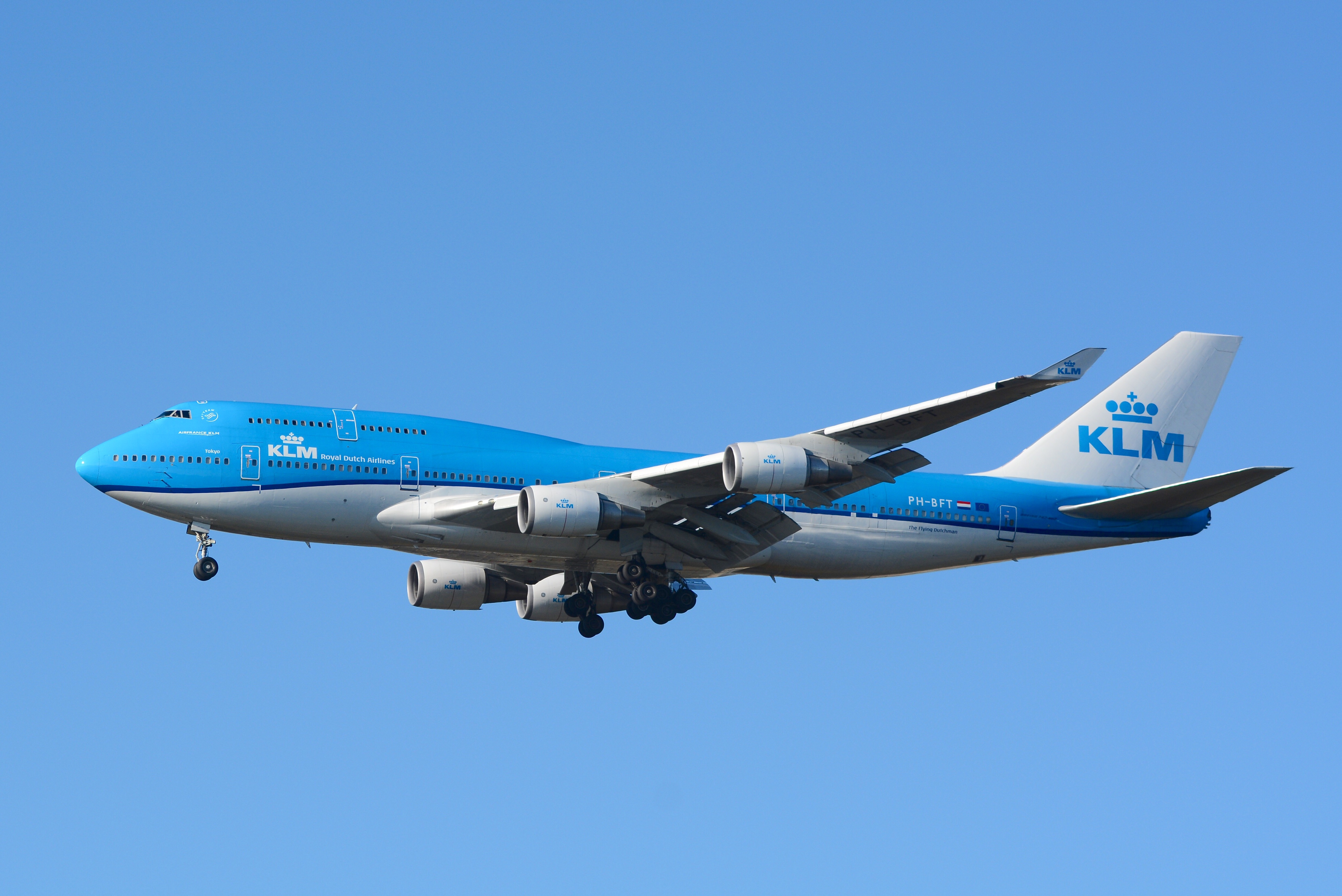
Boeing 747-400M der KLM

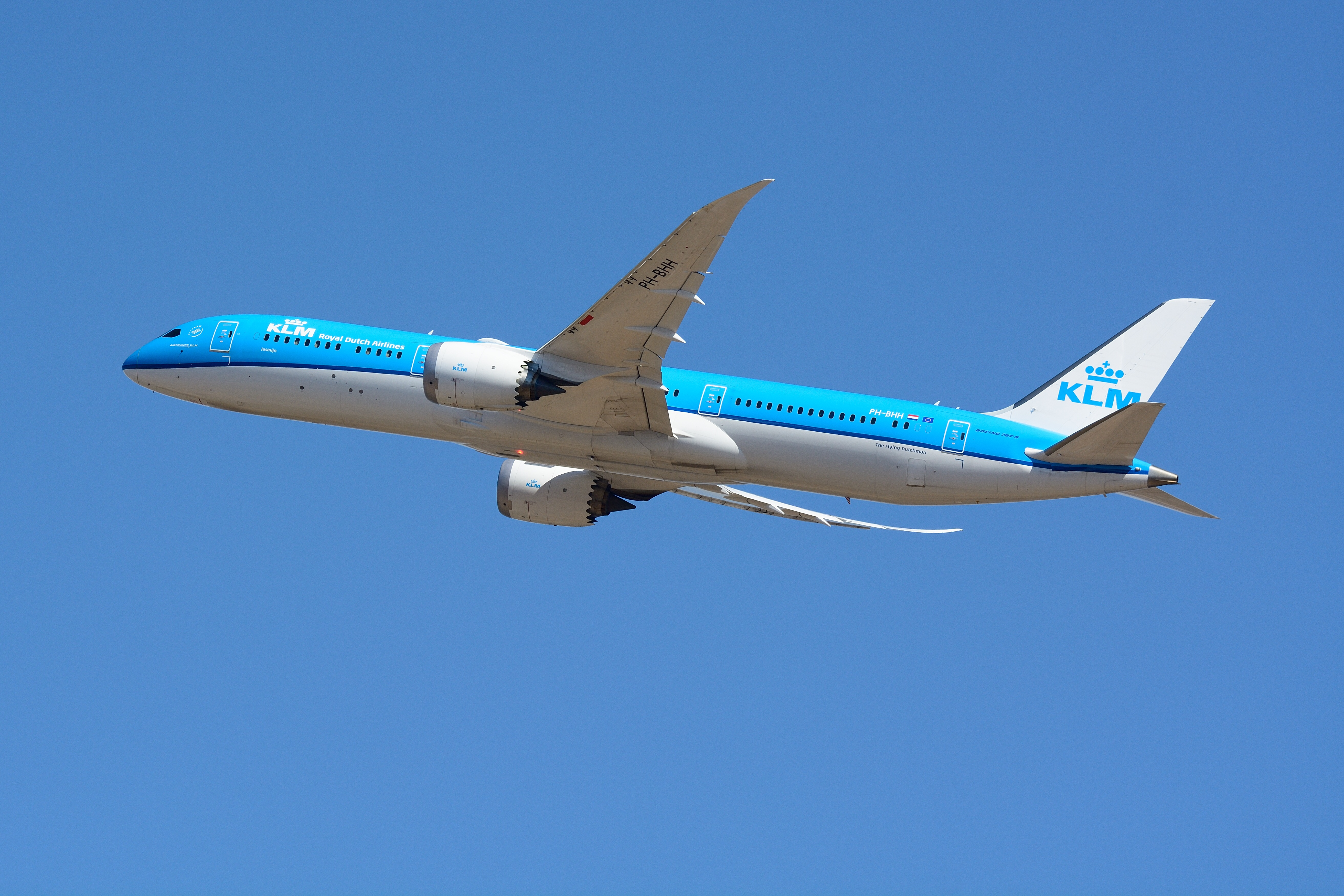
Boeing 787-9 der KLM

### Aktuelle Flotte
Mit Stand Juli 2025 besteht die Flotte der KLM aus 118 Flugzeugen mit einem Durchschnittsalter von 13,9 Jahren:
| Flugzeugtyp      | Anzahl | bestellt | Anmerkungen                                                                                       | Sitzplätze (Business/Eco+/Eco) | Durchschnittsalter |
| ---------------- | ------ | -------- | ------------------------------------------------------------------------------------------------- | ------------------------------ | ------------------ |
| Airbus A320neo   |        | 86*      | Ersetzen Boeing 737-800 und Boeing 737-900.                                                       | – offen –                      |                    |
| Airbus A321neo   | 09     | 86*      | Ersetzen Boeing 737-800 und Boeing 737-900.                                                       | 227 (var/–/var)                | 00,5 Jahre         |
| Airbus A330-200  | 06     |          | Ausflottung zwischen 2027 und 2028; werden durch Airbus A350 ersetzt                              | 268 (18/36/214)                | 19,4 Jahre         |
| Airbus A330-300  | 05     |          | einer inaktiv; Ausflottung bis 2029; werden durch Airbus A350 ersetzt                             | 292 (30/40/222)                | 12,7 Jahre         |
| Airbus A350-900  |        | 39*      | Ersetzen Airbus A330 und ältere Boeing 777                                                        | – offen –                      |                    |
| Airbus A350-1000 |        | 11*      |                                                                                                   | – offen –                      |                    |
| Boeing 737-700   | 06     |          | mit Winglets ausgestattet; je zwei inaktiv; werden durch Airbus A320neo ersetzt                   | 142 (var/–/var)                | 15,9 Jahre         |
| Boeing 737-800   | 031    |          | mit Winglets ausgestattet; je zwei inaktiv; werden durch Airbus A320neo ersetzt                   | 180 (var/–/var)                | 18,6 Jahre         |
| Boeing 737-900   | 05     |          | eine inaktiv; mit Winglets ausgestattet; werden durch Airbus A320neo ersetzt                      | 189 (var/–/var)                | 23,4 Jahre         |
| Boeing 777-200ER | 015    |          | eine inaktiv; sieben betrieben unter der Marke KLM Asia; werden ab 2026 durch Airbus A350 ersetzt | 320 (34/–/286) 288 (35/24/229) | 20,5 Jahre         |
| Boeing 777-300ER | 016    |          | eine betrieben unter der Marke KLM Asia                                                           | 381 (35/24/322)                | 11,5 Jahre         |
| Boeing 787-9     | 013    |          | eine inaktiv                                                                                      | 275 (30/21/224)                | 08,7 Jahre         |
| Boeing 787-10    | 012    | 03       |                                                                                                   | 318 (38/28/252)                | 04,1 Jahre         |
| Gesamt           | 118    | 139*     |                                                                                                   |                                | 13,8 Jahre         |

Air France-KLM hat als Gruppe 109 Flugzeuge der A320neo Familie sowie 39 A350-900 und 11 A350-1000 bei Airbus bestellt. Die Aufteilung dieser ist ungewiss, weshalb diese mit einem * gekennzeichnet sind.

### Ehemalige Flugzeugtypen
In der Vergangenheit wurden unter anderem folgende Flugzeugtypen eingesetzt:
| Flugzeugtyp                         | Anzahl | Einführung | Ausmusterung | Anmerkungen |
| ----------------------------------- | ------ | ---------- | ------------ | --- |
| Airbus A310-200                     | 10     | 1983       | 1997         | Auslieferungen von 1983 bis 1985; ersetzt durch Boeing 767 |
| Airco D.H.16                        | x      | 1920       |              | erster Flugzeugtyp mit dem KLM am 17. Mai 1920 den Betrieb aufnahm |
| BAC 1-11-300                        | 01     | 1968       | 1968         | geleast von British Eagle International Airlines |
| Boeing 737-200                      | 04     | 1987       | 1995         | geleast von Transavia; zum Teil in KLM-Farben betrieben |
| Boeing 737-300                      | 19     | 1986       | 2004         | ersetzten die DC-9-30, zeitweises Mieten von Transavia |
| Boeing 737-400                      | 19     | 1989       | 2001         | zeitweises Mieten anderer Gesellschaften |
| Boeing 747-200                      | 17     | 1971       | 1989 / 2003  | ab 1984 teilweise Umbau zu 747-200SUD, diese bis 2003 betrieben |
| Boeing 747-300                      | 3      | 1983       | 2003         | |
| Boeing 747-400                      | 5      | 1989       | 2020         | |
| Boeing 747-400M                     | 17     | 1989       | 2020         | Combi-Version |
| Boeing 767-300                      | 12     | 1995       | 2006         | Ersatz durch A330 |
| Convair CV-240                      | 12     | 1948       | 1957         | |
| Convair CV-340                      | 07     | 1953       | 1964         | |
| Convair CV-880                      | 01     | 1963       | 1964         | geleast von VIASA, nur eine Rumpfseite in KLM-Farben bemalt |
| De Havilland DH.89 Dragon Rapide    | 05     |            |              | |
| Douglas DC-2                        | 19     | 1934       | 1940         | verbliebene Flugzeuge im Jahr 1940 durch die deutsche Luftwaffe beschlagnahmt |
| Douglas DC-3                        | 51     | 1936       | 1955         | viele im Jahr 1940 durch die deutsche Luftwaffe beschlagnahmt; eine nachträglich erworbene DC-3 ab 1972 für Landesvermessungsflüge in Suriname genutzt                              |
| Douglas DC-4                        | 27     | 1946       | 1959         | |
| Douglas DC-5                        | 04     | 1939       | 1942         | einziger ziviler Betreiber weltweit, Einsatz zur Evakuierung Javas, zwei verbliebene 1942 an USAAF abgetreten                                                                       |
| Douglas DC-6(B)                     | 18     | 1948       | 1960         | |
| Douglas DC-7                        | 15     | 1956       | 1969         | Auslieferung bis Dezember 1958, zuletzt betrieben als Frachtflugzeuge, letzte durch Kolbenmotoren angetriebene Flugzeuge der KLM ab März 1963 Abgabe von drei Flugzeugen an Südflug |
| Douglas DC-8-33                     | 07     | 1960       | 1973         | letzte DC-8-33 im März 1973 an VIASA abgetreten |
| Douglas DC-8-50                     | 18     | 1961       | 1979         | Veräußerung der meisten DC-8-50 in den 1970ern, letzte DC-8-55 im Dezember 1979 an Surinam Airways verleast und danach an diese verkauft                                            |
| Douglas DC-8-63                     | 11     | 1967       | 1985         | letzte Maschinen von Icelandair und Eagle Air of Iceland übernommen |
| Douglas DC-9-10                     | 06     | 1966       | 1989         | Ausmusterung der meisten DC-9-10 bereits in den 1970ern, eine bis 1989 betrieben |
| Douglas DC-9-30                     | 19     | 1967       | 1989         | letzte Maschinen Anfang 1989 an Evergreen International Airlines verkauft |
| Fokker F.VIII                       | 07     | 1927       | 1939         | |
| Fokker F.XVIII                      | 05     | 1932       | 1939         | |
| Fokker F-27                         | 04     | 1960       | 1972         | erste zwei F-27 bereits 1960 erworben, im selben Jahr weiter verleast; ab 1967 erneut betrieben; 1972 an NLM Cityhopper abgetreten                                                  |
| Fokker 50                           | 10     | 1987       | 2010         | betrieben durch KLM Cityhopper |
| Fokker 100                          | 06     | 1989       | 1992         | |
| Iljuschin Il-62                     | 08     | 1971       | 1972         | geleast von Aeroflot |
| McDonnell Douglas DC-10             | 12     | 1972       | 1996         | |
| McDonnell Douglas MD-11             | 10     | 1994       | 2014         | weltweit der letzte Betreiber der Passagier-MD-11; Verabschiedung der letzten drei am 26. Oktober 2014, am 11. November 2014 letzter Passagierflug (PH-KCD, Flugnummer KL9899)      |
| Lockheed 14 Super Electra           | 01     | 1938       | 1938         | verunglückte am 9. Dezember 1938 auf einem Trainingsflug |
| Lockheed L-049 Constellation        | 06     | 1946       | 1950         | |
| Lockheed L-188 Electra              | 12     |            |              | |
| Lockheed L-749 Constellation        | 20     | 1947       |              | |
| Lockheed L-1049 Super Constellation | 22     | 1953       |              | |
| Pilatus PC-6                        | 02     | 1968       | 1984         | eingesetzt zur Anfertigung von Luftbildaufnahmen |
| Vickers Viscount                    | 09     | 1957       | 1967         | Auslieferung ab Juni 1957, jeweils eine im Juli und August, drei im Oktober, zwei im November, eine im Dezember.                                                                    |

### Logo, Farbgebung und Flugzeugnamen
Das Logo der KLM ist eine stilisierte, hellblaue Krone mit einem ebenfalls hellblauen KLM-Schriftzug auf weißem Hintergrund. Es wurde 1961 von Frederick Henry Kay Henrion gestaltet und 1991 von Chris Ludlow (Henrion Ludlow Schmidt) modifiziert. Am vorderen Flugzeugrumpf ist das Logo weiß auf hellblauem Hintergrund.
Die Oberseite der KLM-Flugzeuge ist seit Anfang der 1970er Jahre hellblau (Pantone 299), darunter befindet sich ein Längsstreifen in Dunkelblau (Pantone 541), der seit 2002 schmaler ausgeführt wird. Die Unterseite der Flugzeuge ist hellgrau (Pantone Cool Gray 3), das Leitwerk weiß mit hellblauem Logo.
Ende 2014 wurde die Farbaufteilung abermals geändert. Die Farbtöne und das Firmenlogo bleiben gleich, nun wird der blaue Bereich im vorderen Teil des Flugzeuges wellenförmig nach unten gezogen, um sich der Form der Flugzeugnase besser anzupassen. Neu wird der Schriftzug „Royal Dutch Airlines“ in weiß neben dem KLM-Emblem am Rumpf angeschrieben.
KLM vergibt die Flugzeugnamen wie folgt: Die Airbus A330 werden nach weltweit bekannten Plätzen von Städten vergeben, Boeing 737 werden nach Vogelarten benannt, Boeing 747 nach Hauptstädten, Boeing 777 nach Weltkulturerben und Boeing 787 nach Blumen. Die erste 787-9 etwa wurde „Zonnebloem“ (Sonnenblume) getauft.

### Aktuelle Sonderbemalungen
KLM betreibt einige ihrer Maschinen mit Sonderbemalungen. Im Folgenden eine bebilderte Übersicht der aktuellen Sonderbemalungen:
| Flugzeugtyp      | Luftfahrzeugkennzeichen | Bemalung        | Zeitraum       | Bild |
| ---------------- | ----------------------- | --------------- | -------------- | ---- |
| Boeing 737-900   | PH-BXO                  | „SkyTeam“       | seit Mai 2010  |      |
| Boeing 777-300ER | PH-BVA                  | „Orange Pride“  | seit Juni 2016 |      |
| Boeing 787-10    | PH-BKA                  | „KLM 100 Years“ | seit Juni 2019 |      |

### Ehemalige Sonderbemalungen
| Flugzeugtyp      | Luftfahrzeugkennzeichen | Bemalung                       | Zeitraum                      | Bild |
| ---------------- | ----------------------- | ------------------------------ | ----------------------------- | ---- |
| Boeing 737-800   | PH-BXA                  | „Retro (90 Years Anniversary)“ | Dezember 2008 bis Januar 2018 |      |
| Boeing 777-300ER | PH-BVD                  | „SkyTeam“                      | August 2009 bis November 2024 |      |

## Tochterunternehmen

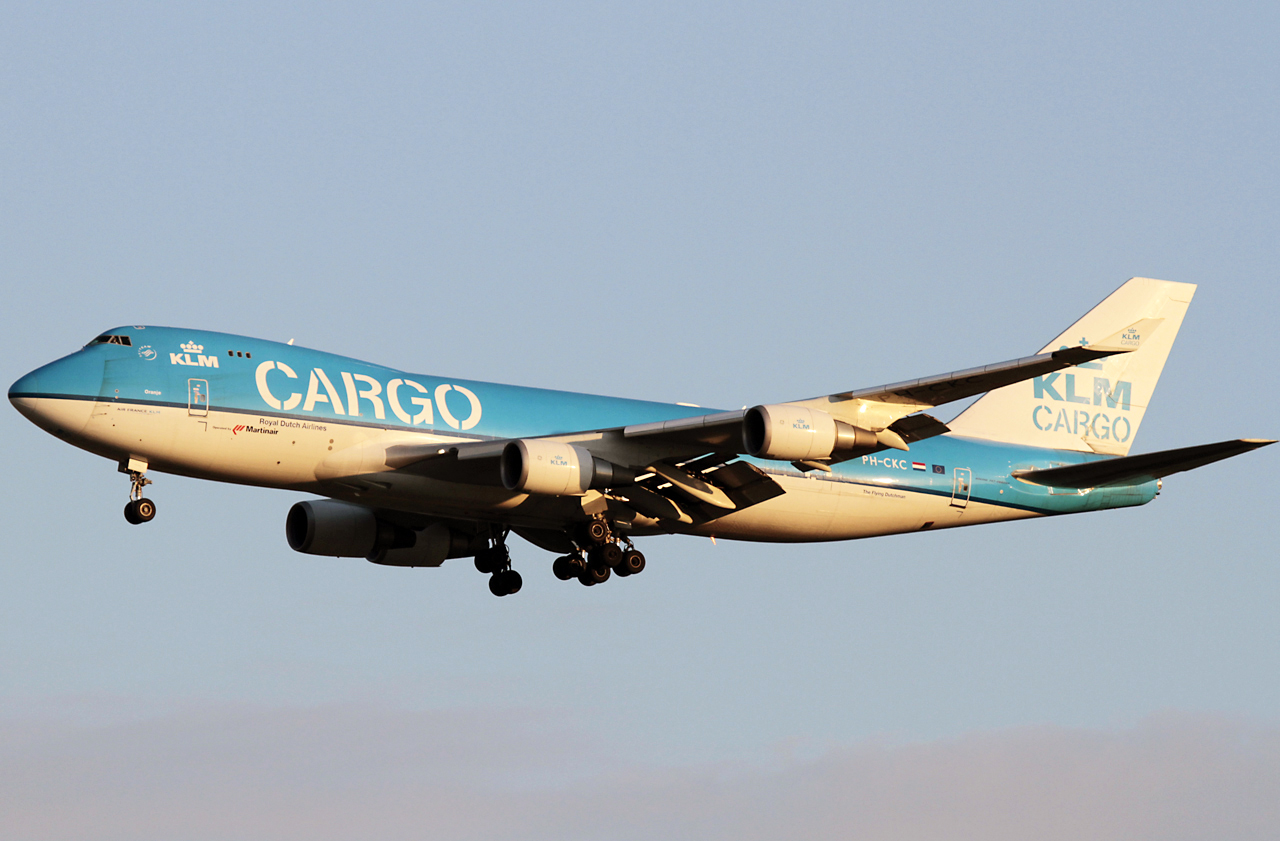
Boeing 747-400ERF der KLM Cargo

- KLM Cargo: KLM Cargo betrieb vier Boeing 747-400ERF als Vollfrachter, die zwischenzeitlich an die Tochtergesellschaft Martinair verleast wurden, die seither den Betrieb im eigenen Namen übernimmt. Basis dieser Fluggesellschaft ist ebenfalls Amsterdam.
- KLM Cityhopper: Regionalfluggesellschaft, führt im Namen und Markenauftritt der KLM europäische Regional- und Zubringerflüge durch.
- Martinair: Frachtfluggesellschaft, führt Frachtflüge durch und bediente bis Ende 2011 auch Langstreckenflüge zu Urlaubszielen.
- Transavia: Billigfluggesellschaft, führt hauptsächlich Flüge zu europäischen Städte- und Urlaubszielen durch.

Ehemalige Gesellschaften

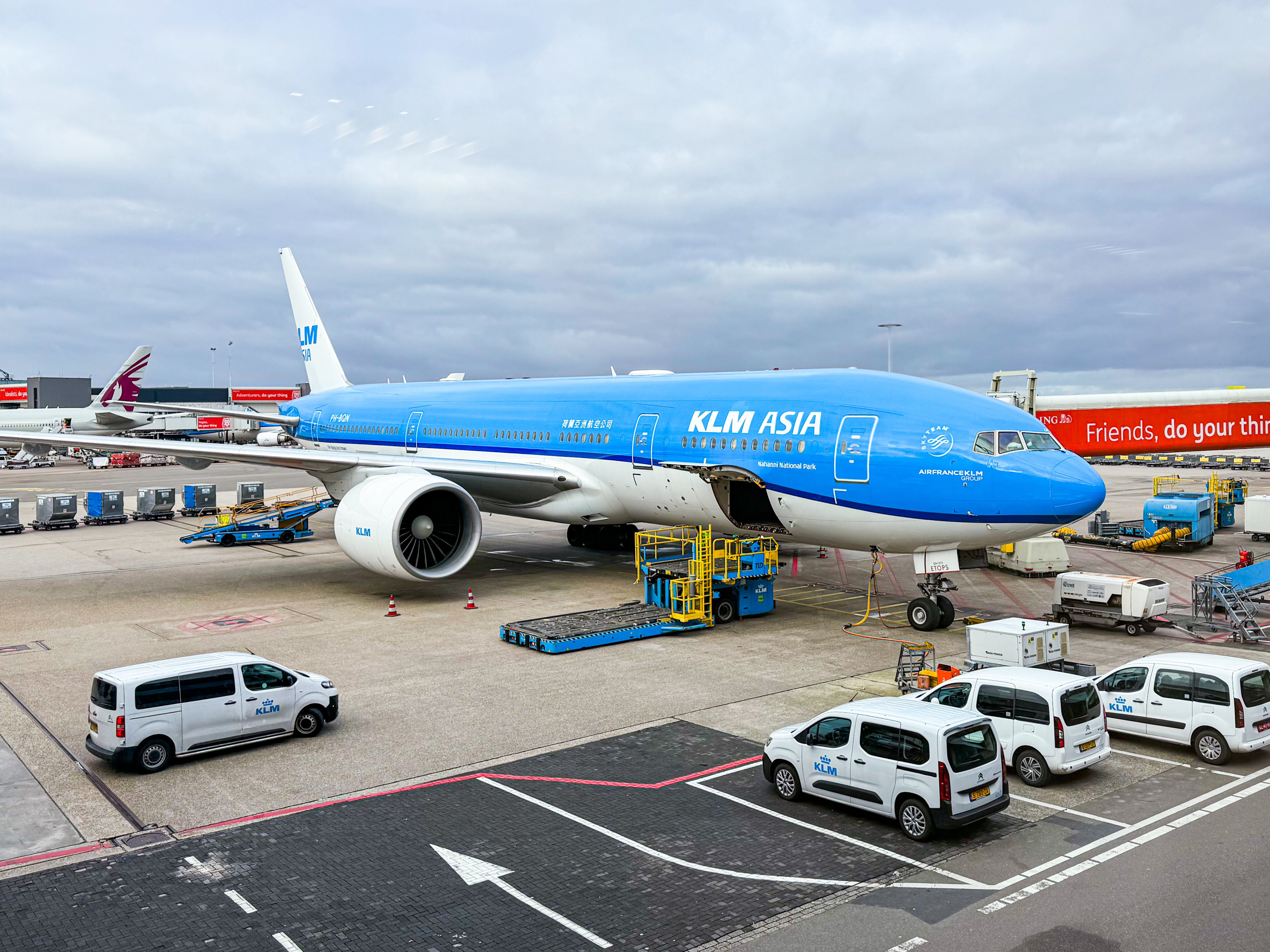
Boeing 777-200ER in den Farben der KLM Asia

- KLM Asia: Durch ein Gesetz der Volksrepublik China, welches Fluggesellschaften, die Taiwan anflogen, nicht gestattete, auch die Volksrepublik China anzufliegen, sah sich KLM gezwungen, für die Taiwan-Strecken ein eigenes Unternehmen zu gründen. Zu diesem Zweck wurde 1995 KLM Asia gegründet, die anfangs fünf Boeing 747-400M mit zusätzlichem asia–Schriftzug aber ohne die stilisierte KLM-Krone und Nationalflaggen betrieb.[34] Später kamen zur KLM-Asia-Flotte auch Flugzeuge vom Typ Boeing 777-200ER und Boeing 777-300ER hinzu.[35][36] Ähnliche Gesellschaften wurden auch von anderen europäischen Gesellschaften gegründet. KLM Asia flog unter dem 2-Letter-Code „KL“ der KLM Royal Dutch Airlines und wurde zwischenzeitlich aufgelöst – die Maschinen fliegen aber weiter in der beschriebenen Bemalung.
- KLM Alps: Die Schweizerische Air Engiadina gründete 1998 das KLM-Franchiseunternehmen KLM Alps.[37] KLM Alps unterhielt unter anderem Flugverbindungen zwischen Friedrichshafen und Wien. Seit 2001 firmiert KLM Alps wieder eigenständig unter dem Namen Air Alps.
- KLM Interinsulair Bedrijf (heute Garuda Indonesia)

## Zwischenfälle
KLM Royal Dutch Airlines verzeichnete in ihrer Geschichte bis Januar 2023 insgesamt 43 Totalverluste von Flugzeugen. Bei 28 davon kamen insgesamt 843 Menschen ums Leben. Beispiele:
- Am 20. Dezember 1934 verunglückte eine auf dem Flughafen Kairo-Almaza gestartete Douglas DC-2 der KLM Royal Dutch Airlines (Luftfahrzeugkennzeichen PH-AJU) auf ihrem Weiterflug nach Bagdad. In der Nähe von Rutbah Wells im Irak geriet das Flugzeug in einen Sturm mit Starkregen, sank immer weiter bis zum Aufschlag am Boden und explodierte. Alle 7 Insassen, davon 4 Besatzungsmitglieder und 3 Passagiere, kamen ums Leben. Die Maschine war mit zahlreichen Zwischenlandungen unterwegs auf dem Flug von Amsterdam nach Batavia (Niederländisch-Indien) (heute Jakarta) (siehe auch Flugzeugabsturz der KLM Douglas DC-2 „Uiver“).[39]

- Am 3. April 1937 wurde eine Douglas DC-3-194B der KLM (PH-ALP) rund 32 Kilometer nordwestlich von McNary (Arizona) (USA) in die Flanke des Mount Baldy geflogen. Die fabrikneue Maschine befand sich auf einem Auslieferungsflug von Burbank (Los Angeles County) aus. Bei diesem CFIT (Controlled flight into terrain) wurden alle 8 Insassen getötet, zwei Besatzungsmitglieder und 6 Passagiere.[40]

- Am 6. Oktober 1937 stürzte eine Douglas DC-3-194B der KLM (PH-ALS) unmittelbar nach dem Start vom Flughafen Palembang (Indonesien) ab. Eine Pleuelstange im Triebwerk Nr. 1 (links) war gebrochen und hatte einen Brand ausgelöst. Der Kapitän unterbrach die Treibstoffzufuhr, aber das Flugzeug konnte mit einem Triebwerk nicht mehr an Höhe gewinnen. Es schlug auf dem Boden auf. Von den 12 Insassen kamen 4 ums Leben, drei Besatzungsmitglieder und ein Passagier.[41]

- Am 14. November 1938 wurde eine Douglas DC-3-194D der KLM (PH-ARY) im Anflug auf den Flughafen Amsterdam-Schiphol (Niederlande) mit unverminderter Reisegeschwindigkeit ins Gelände geflogen. Die vom Flughafen Berlin-Tempelhof kommende Maschine rutschte noch 125 Meter weiter, bis sie in einem Graben zum Stillstand kam. Durch diesen CFIT (Controlled flight into terrain) wurden 6 der 19 Insassen getötet, vier Besatzungsmitglieder und 2 Passagiere.[42]

- Am 10. Mai 1940 wurden vier Douglas DC-3-194 der KLM (PH-ALU, PH-ARX, PH-ASP, PH-AST) auf dem Flughafen Amsterdam-Schiphol (Niederlande) bei einem Bombenangriff der deutschen Luftwaffe irreparabel beschädigt. Personen kamen nicht zu Schaden.[43][44][45][46]

- Am 6. November 1946 flog eine vom Flughafen Amsterdam Schiphol kommende Douglas DC-3 (PH-TBO) der KLM beim Landeanflug auf den Flughafen Croydon (England) in Bäume und zerbrach. Ursachen waren eine falsche Höhenmessereinstellung und mangelhafte Flugvorbereitung. Alle 15 Passagiere und 5 Besatzungsmitglieder überlebten diesen Controlled flight into terrain.[47][48]

- Am 14. November 1946 stürzte eine vom Flughafen Croydon (England) kommende Douglas DC-3 (PH-TBW) der KLM in schwierigen Wetterbedingungen beim dritten Landeversuch am Flughafen Amsterdam Schiphol ab und explodierte. Alle 21 Passagiere und 5 Besatzungsmitglieder wurden getötet.[49][50]

- Am 26. Januar 1947 verunglückte eine Douglas DC-3 der KLM (PH-TCR) kurz nach dem Start in Kopenhagen-Kastrup zum Weiterflug nach Stockholm. Die Maschine bäumte sich steil auf und stürzte ab. Alle 22 Insassen, darunter Gustav Adolf Erbprinz von Schweden, kamen bei dem Absturz ums Leben. Ursache waren die Versäumnisse, vor dem Start die Verriegelung des Höhenruders zu entfernen und die Steuerung zu überprüfen (siehe auch Flugzeugkatastrophe von Kastrup).[51][52]

- Am 27. Dezember 1947 wurde mit einer Douglas DC-3/C-47A-5-DK der KLM (PH-TCV) im Anflug auf den Flughafen Leeuwarden (Niederlande) durchgestartet, da die Piloten in starkem Regen und niedriger Wolkendecke den Flugplatz nicht sehen konnten. Dabei kollidierte die linke Tragfläche mit dem 70 Meter hohen Turm der Kirche St. Bonifatius, wobei die äußeren drei Meter der linken Tragfläche abrissen. Es gelang den Piloten dennoch, in einem Feld nahe Boxum (rund 6 Kilometer südwestlich der Kirche) eine Bauchlandung durchzuführen. Da das Flugzeug auch noch über drei Gräben schleuderte, wurde es irreparabel beschädigt. Alle 15 Insassen, fünf Besatzungsmitglieder und 10 Passagiere, überlebten den Unfall.[53]

- Am 1. Mai 1948 verunglückte eine Douglas DC-6 der KLM (PH-TKW) bei einem Trainingsflug auf dem Flughafen Amsterdam Schiphol (Niederlande). Der Trainingskapitän wollte einen Triebwerksausfall beim Start demonstrieren. Nach dem Abheben des Bugrads bei einer Geschwindigkeit von 169 km/h zog er den Gashebel des Triebwerks Nr. 1 (links außen) zurück. Das Flugzeug driftete nach links von der Startbahn herunter, die rechte Seite hob ab, aber die linke Tragfläche kollidierte mit einem Erdwall, anschließend endete das Ganze in einem Graben. Das gerade erst 8 Tage zuvor an KLM gelieferte Flugzeug wurde zum Totalschaden. Alle 5 Besatzungsmitglieder, die einzigen Insassen, überlebten den Unfall.[54]

- Am 16. Juni 1948 wurde eine Douglas DC-4-1009 der KLM (PH-TCF) im Anflug auf den Flughafen Amsterdam Schiphol (Niederlande) trotz mehrfacher Warnungen des Flugingenieurs durch den Kapitän derart langsam und tief angeflogen, dass sie weit vor der Landebahn Bäume berührte und 175 Meter vor der Bahn auf die Kante eines Grabens prallte, wieder hochsprang und auf der Landebahn aufschlug. Dies war so heftig, dass das Flugzeug irreparabel beschädigt war. Bei diesem CFIT (Controlled flight into terrain) überlebten alle 27 Insassen, sieben Besatzungsmitglieder und 20 Passagiere.[55]

- Am Abend des 20. Oktober 1948 wurde eine von KLM-Chefpilot Dirk Parmentier gesteuerte Lockheed L-049 Constellation (PH-TEN) während des Landeanflugs auf den Flughafen Prestwick (Schottland) fünf Kilometer östlich des Flughafens in Hochspannungsleitungen geflogen. Durch diesem CFIT (Controlled flight into terrain) wurden alle 40 Personen an Bord getötet.[56][57]

- Am 23. Juni 1949 stürzte die Lockheed L-749 Constellation (PH-TER, „Roermond“) auf dem Flug von Kairo nach Amsterdam nahe Bari ins Mittelmeer. Alle 33 Personen an Bord verloren ihr Leben (siehe Flugunfall der „Roermond“).[58][59]

- Am 12. Juli 1949 wurde eine Lockheed L-749 Constellation der KLM (PH-TDF) im Anflug auf den Flughafen Bombay-Santacruz in einen Hügel fünf Kilometer östlich des Flughafens geflogen. Bei diesem CFIT (Controlled flight into terrain) wurden alle 45 Personen an Bord getötet, elf Besatzungsmitglieder und 34 Passagiere.[60]

- Am 2. Februar 1950 stürzte eine Douglas DC-3 der KLM (PH-TEU) 65 km vor der niederländischen Küste ins Meer. Sie befand sich auf einem Frachtflug von Amsterdam nach London-Heathrow. Alle sieben Besatzungsmitglieder kamen ums Leben.[61][62]

- Am 22. März 1952 verunglückte eine Douglas DC-6 der KLM (PH-TPJ) beim Anflug auf den Flughafen Frankfurt Main. Bei dem Unfall starben 45 der 47 Insassen (siehe auch KLM-Flug 592).[63]

- Am 23. März 1952 wurde eine aus Karatschi kommende Lockheed L-749A-79-33 Constellation der KLM Royal Dutch Airlines (PH-TFF) bei einer Bruchlandung mit Triebwerksbrand auf dem Flughafen Bangkok-Don Mueang zerstört, nachdem sich im Anflug ein Propellerblatt gelöst hatte. Alle 44 Personen an Bord überlebten den Totalschaden.[64]

- Am 25. Mai 1953 brach der Kapitän einer Convair CV-240 der KLM (PH-TEI) den Start vom Flughafen Amsterdam Schiphol ab, nachdem schon fast 20 Meter Höhe erreicht waren und das Fahrwerk eingefahren war. Das Flugzeug raste auf dem Bauch durch den Flughafenzaun über eine Straße in ein Feld. Zwei Mädchen auf der Straße wurden getötet. Die 34 Insassen des Flugzeugs überlebten (siehe auch Flugunfall der Convair CV-240 "Paulus Potter" der KLM).[65]

- Am 23. August 1954 stürzte eine Douglas DC-6B (PH-DFO) vor der niederländischen Küste in die Nordsee. Alle 21 Insassen kamen ums Leben (siehe auch KLM-Flug 608).[66]

- Am 5. September 1954 verunglückte eine Lockheed L-1049C Super Constellation der KLM (PH-LKY) auf dem Flug von Shannon zum Flughafen New York-Idlewild. Die Maschine schlug beim Start 31 Sekunden nach dem Überfliegen des Starbahnendes im Schlamm des Flusses Shannon auf. Bei dem Unfall wurden 28 der 56 Insassen getötet, 3 Besatzungsmitglieder und 25 Passagiere. Die Rettungsarbeiten wurden erst eingeleitet, nachdem sich der Navigator durch das Flussdelta zum Flughafen durchgekämpft hatte. Gründe waren vorzeitiges Einfahren der Landeklappen und verfrühte Reduzierung der Motorleistung sowie ein schon länger defektes Warnlicht für den Einfahrzustand des Fahrwerks (siehe auch KLM-Flug 633).[67][68]

- Am 16. Juli 1957 stürzte eine Lockheed L-1049C Super Constellation (PH-LKT) etwa einen Kilometer vor der Insel Biak ins Meer. Bei dem Unfall kamen 58 der 68 Insassen ums Leben. Die Absturzursache blieb ungeklärt (siehe auch KLM-Flug 844).

- Am 19. Februar 1958 wurde bei der Bruchlandung einer Douglas DC-6B der KLM (PH-DFK) auf dem Flughafen Kairo-Almaza ein Besatzungsmitglied tödlich verletzt (siehe auch KLM-Flug 543).[69]

- Am 14. August 1958 stürzte eine Lockheed L-1049H Super Constellation der KLM (PH-LKM) etwa 200 km westlich von Irland aus ungeklärten Gründen in den Atlantik. Die Maschine befand sich auf dem Flug von Shannon nach Gander, Neufundland. Alle 99 Menschen an Bord starben (siehe auch KLM-Flug 607-E).[70][71]

- Am 30. Mai 1961 stürzte eine Douglas DC-8-53 (PH-DCL) fünf Minuten nach dem Start vom Flughafen Lissabon aus ungeklärten Gründen ab. Sie befand sich auf einem im Auftrag von VIASA durchgeführten Flug. Alle 61 Insassen wurden getötet.[72]

- Am 12. Juni 1961 flog eine aus Rom kommende Lockheed L-188C Electra (PH-LLM) im Anflug auf den Flughafen Kairo-International vier Kilometer vor der Landebahn in einen Hügel, der nur 60 Meter höher als der Flughafen ist. Die Maschine war auf dem Weg nach Karatschi und Kuala Lumpur. Von den 36 Insassen kamen 20 ums Leben.[73]

- Am 27. März 1977 kamen insgesamt 583 Insassen (darunter alle 235 Insassen der KLM-Maschine) ums Leben. Auf der Startbahn des Flughafens Los Rodeos kollidierte eine Boeing 747-200B der KLM (PH-BUF) in dichtem Nebel mit einer 747-100 der Pan Am (N736PA). Dieser Zwischenfall gilt bis heute als der schwerste Flugunfall in der Geschichte der zivilen Luftfahrt (siehe auch Flugzeugkatastrophe von Teneriffa).[74]

- Am 15. Dezember 1989 befand sich eine Boeing 747-400 (PH-BFC) auf dem Flug von Amsterdam nach Anchorage, als nach dem Einflug in eine Wolke aus Vulkanasche des Mount Redoubt alle vier Triebwerke ausfielen. Nach dem erfolgreichen Neustart derer gelang eine sichere Landung in Anchorage (siehe auch KLM-Flug 867).

- Am 4. April 1994 stürzte eine Saab 340B (PH-KSH) der KLM Cityhopper auf einem Flug für KLM beim Durchstarten auf dem Flughafen Amsterdam Schiphol ab. Die Maschine war auf dem Weg von Amsterdam nach Cardiff, als wegen eines Kurzschlusses eine Kontrollleuchte des Triebwerköldrucks aufleuchtete. Noch vor der Benutzung der Checkliste fuhr der Kapitän das rechte Triebwerk in den Leerlauf. Nach dem Durchgehen der Checkliste wurde beschlossen, den Flug fortzusetzen, der Kapitän vergaß jedoch, das heruntergefahrene Triebwerk wieder normal zu betreiben. Schließlich kehrten die Piloten doch nach Amsterdam um. Als sich der Kapitän dort zum Durchstarten entschied, rollte die Maschine unmittelbar vor der Landebahn mit 80° nach rechts und stürzte ab. Dabei kamen drei Personen ums Leben, 9 Insassen wurden verletzt. Grund war das Fehlverhalten der Piloten, welche den Propeller des vermeintlich beschädigten Triebwerks nicht in Segelstellung brachten (siehe auch KLM-Flug 433).[75]

- Am 28. November 2004 verunglückte eine Boeing 737-400 (PH-BTC) bei der Landung auf dem Flughafen Barcelona-El Prat. Die Maschine aus Amsterdam kam von der Landebahn ab und wurde irreparabel beschädigt, es wurden keine Passagiere an Bord verletzt. Die Ursache war ein Vogelschlag während des Starts in Amsterdam, wobei die Bugradsteuerung beschädigt wurde und das Flugzeug bei der Landung nicht mehr steuerbar war.[76]

## Trivia
- Eine ehemalige McDonnell Douglas MD-11 der KLM wurde zu einer Ferienwohnung umgebaut. Diese wurde im Rahmen einer Marketing-Kooperation verlost.[77]
- Der niederländische König Willem-Alexander fliegt regelmäßig als Copilot bei KLM. Zurzeit fliegt er mit Fokker 70 bei KLM Cityhopper, aufgrund der Ausmusterung derer schult er auf Boeing 737 um.[78]